# Refleksologija
Refleksologija (beseda pomeni točke zdravljenja) je del alternativne (komplementarne ali integrirane) medicine. Je način zdravljenja, ki s posebnimi ročnimi tehnikami in točno določenimi prsti izvaja fizičen pritisk na točno določene točke na nogah in rokah brez uporabe masažnega olja ali losjona. Temelji na prepričanju o obstoju sistema refleksnih točk na nogah in rokah, ki odražajo podobo telesa.
Ni dokazov, da bi refleksologija bila učinkovit ali uporaben pristop za zdravljenje kateregakoli zdravstvenega stanja.

## Refleksologija na splošno
Po mnenju refleksologov obstaja v človeškem telesu 10 kanalov, ki se začenjajo in končujejo na konicah nožnih prstov, potekajo pa do temena in prstov na nogah. Od teh je vsak povezan z določenim delom telesa. Refleksologi se med svojim delom, ki poteka večinoma v ležečem ali polsedečem položaju, osredotočijo na odkrivanje blokiranih energetskih kanalov, po prvem pregledu, pa refleksologi izvajajo masaže in pritiske na določene točke na stopalu in dlaneh, da bi s tem blokirane kanale tudi sprostili. Po končanem delu naj bi se ponovno vzpostavilo ravnotežje v telesu.
Pri iskanju blokiranih energetskih kanalov desno in levo stopalo predstavljata desno in levo polovico telesa in človeških organov, po mnenju refleksologov pa je refleksologija pomemben dejavnik pri preventivnem preprečevanju nastajanja bolezni in vzdrževanja ravnovesja v telesu.
Kanadsko združenje refleksologov to alternativno vedo definira kot naravno zdravilno umetnost, ki temelji na načelu, da so refleksi v nogah, rokah in ušesih ter njihova območja povezanih področij ustrezajoča vsakemu delu telesa in tako tudi različnim telesnim organom. Z uporabo pritiska na refleksne točke se sprošča napetost, izboljša prekrvavitev in spodbuja naravno delovanje sorodnih področij telesa.
Utemeljitelj te metode je dr. William Hope Fitzgerald, otorinolaringolog, ki je opazil, da pritiski na določeno točko in masaža le-te izzovejo fiziološke odgovore na povsem drugem mestu v telesu.
Med refleksologi še do danes ni prišlo do skupnega mnenja o tem kako naj bi refleksologija zares delovala. Skupna jim je teza, da se različni deli telesa odzivajo na refleksološko pogojene »informacije« iz stopal in da naj bi se z dotiki refleksnih točk na stopalih izboljšalo zdravstveno stanje določenih organov. Natančnejši mehanizem delovanja pa je zaenkrat še močno nepoenoten.

## Učinkovitost
Sistematična pregleda naključno opravljenih študij v letu 2009 in 2011 sta pokazala, da ni zadovoljive podpore o delovanju refleksologije v kakršenkoli medicinski namen. Leta 2015 je Ministrstvo za zdravje v Avstraliji objavilo izsledke revizije alternativnih terapij, z namenom ugotoviti ali bi katera od njih bila primerna za financiranje s strani državnega zdravstvenega zavarovanja; refleksologija je bila ena izmed 17 terapij, za katere ni dokazov o delovanju. Zato je leta 2017 avstralska vlada odločila, da refleksologija ne more biti sofinancirana, saj davkoplačevalski denar ne more biti porabljen za zdravljenja, ki nimajo znanstvene podpore o delovanju.

## Potek terapije
Med potekom refleksološke terapije pacient največkrat leži ali sedi na stolu. Terapija poteka največkrat približno 60 minut, za doseganje pravih učinkov pa večina reflekoslogov svetuje šest terapij tedensko. Pravilno izšolan refleksolog se s pacientom pred začetkom pogovori o njegovih blezenskih stanjih kasneje pa s pritiski določenih točk na stopalu in dlaneh, masiranjem, vrtenjem prstov, pregibanjem stopala in gnetenejem kože ustvari sproščanje energijskih blokad.
Ker so refleksološke točke zelo majhne mora biti refleksolog pri svojem delu tudi zelo natančen, masaža je največkrat zelo nežna, redko pa se uporablja tudi močnejše pritiske, ki pa so kratkorajni in izzovejo hujšo bolečino, ki pa je le trenutna. Po terapiji se redko pojavijo na koži znaki rdečice, občasno pacient lahko občuti tudi povečano odvajanje blata, a je to po tolmačenju refleksologov le dokaz, da je bila terapija uspešna.
Skozi zgodovino poznamo različne verzije refleksolgije, vse pa naj bi temeljile na odpiranju energijskih tokov, dvigovanju nevidne sile življenja qi in pomagale pri zdravljenju. Drugi temelj refleksologije pa je prepričanje, da naj bi tisti, ki prakticira refleksologijo znal odstraniti stres in bolečino v posameznih delih telesa s pritiski na stopala in dlani. Po prepričanju refleksologov naj bi se to zgodilo zaradi živčnega sistema, ki ob takšnem pritisku spusti signal za sproščanje endorfinov, ki zmanjšajo omenjena stres in bolečino. Ta hipoteza je bila večkrat zavrnjena s strani uradne medicine, ki refleksologiji očita pomanjkanje znanstvenih dokazov.

## Razvoj refleksologije
Refleksoloija naj bi imela svoj izvor kar na štirih kontinentih: Aziji, Afriki, Severni Ameriki in Evropi. Najbolj gre verjeti teoriji, da so začetki refleksologije na Kitajskem in sicer pred približno 5000 leti. Začetniki taoizma so bili namreč večkrat opisani kot tisti, ki naj bi prakticirali starodavno kitajsko zdravilstvo, ki je vsebovalo tudi elemente refleksologije. V Severni Ameriki pa so odkrili uporabo oblike refleksologije pri plemenu cherokee, ki je znanje prenašalo iz generacije v generacijo. Refleksologija je potovala tudi skozi Indijo in Japonsko, kjer se tradicionalna vzhodnoazijska refleksologija stopal imenije Zoku Shin Do. To je japonska masažna tehnika stopal, ki ima enake korenine kot refleksologija.
Skozi leta se je refleksologija izoblikovala in na Kitajskem celo preoblikovala. Tu je v akupresuri prišlo do spremembe, saj je z uporabo igel to postala akupunktura. Kitajski koncept refleksnih točk je ostal enak, celotna praksa pa je s takšno izvedbo dobila popolnoma novo smer. Nekatere zgodovinske navedbe govorijo tudi o tesni povezavi refleksologije z zgodnje egipčansko verzijo podobne prakse. Povezava še dandanes ni povsem razčiščena, dejstvo pa je da naj bi šlo tudi v tem primeru za pritiske na stopala z namenom vplivanja na zdravje.
Že omenjeni predhodnik refleksologije doktor medicine William H. Fitzgerald, sicer specialist otorinolaringologije, je trdil da ima pritisk na določene točke lahko anestetičen učinek na drugih delih telesa. To tezo je v Združenih državah Amerike predstavil leta 1913. Med letoma 1930 in 1940 pa je psihoterapevtka in medicinska sestra Eunice D. Ingham Stopfel refleksologiji dala novo podobo. Trdila je, da so roke in stopala zelo občutljivi in s tem namenom je naredila zemljevid področij celotnega telesa na stopalih. Od tega trenutka dalje je terapija telesnih con dobila ime refleksologija. Še danes pa v ZDA in Združenem kraljestvu refleksologi najprej študirajo teorije Inghamove, čeprav obstajajo novejše in  bolj popolne metode, ker pomeni da je njeno znanje še vedno zelo spoštovano.

## Zakonodaja in refleksologija
V Veliki Britaniji refleksologijo ureja organizacija CNHC (Complementary and Natural Healthcare Council). Registracija vanjo je popolnoma prostovoljna in omogočena vsakomur, kar pomeni da vsakdo lahko izvaja tehnike refleksologije in se tudi opiše kot reflekslog. Organizacija predpisuje, da morajo registrirani refleksologi delovati javno in imeti možnost profesionalnega zavarovanja, pogoj za ponovno registracijo pa je tudi redno izpopolnjevanje.
V Sloveniji vse alternativne metode zdravljenja ureja Zakon o zdravilstvu iz leta 2007, ki določa vrste zdravilstva, izvajalce zdravilstva, način opravljanja zdravilstva, Zdravilsko zbornico in nadzor nad izvajanjem zdravilstva. Zakon pravi, da je zdravilstvo dejavnost, ki jo opravljajo zdravilci z namenom izboljšati zdravje uporabnika storitev, zdravilska dejavnost obsega ukrepe in aktivnosti, temelječe na zdravilskih sistemih in zdravilskih metodah in se izvaja na način, ki ne škoduje zdravju.

## Kritike refleksologije
Največja kritika refleksologije izhaja prav iz pomanjkanja dokazov o njeni dejanski učinkovitosti. Sploh pa je kontroverzna, ker naj bi delovala s pomočjo upravljanja Qi (življenjske energije), ki  znanstveno ni dokazana. Refleksologija tudi nima dokazanega učinka placeba. Nedvomno pa je to da je refleksologija lahko tudi nevarna, kadar se pacient zanaša zgolj nanjo in s tem zmanjšuje ali celo zavrača zdravljenje po načelih uradne medicine.